# Gheorghe Argeșanu
Gheorghe Argeșanu (ur. 28 lutego 1883, zm. 26 lub 27 listopada 1940) – rumuński generał kawalerii i polityk.
Brał udział w I wojnie światowej, jako dowódca 1. dywizji kawalerii, a następnie 11. dywizji piechoty. Od marca do października 1938 zajmował stanowisko ministra obrony, a od 21 do 28 września 1939 – premiera. Drugą funkcję objął w dniu zamordowania Armanda Calinescu przez członków Żelaznej Gwardii, w odwet za którego śmierć zainicjował prześladowania i egzekucje działaczy tej organizacji. Po abdykacji Karola II i dojściu do władzy Żelaznej Gwardii został uwięziony i zamordowany przez jej członków.